# Yuma (Colorado)
Yuma es una ciudad ubicada en el condado de Yuma en el estado estadounidense de Colorado. En el Censo de 2010 tenía una población de 3.524 habitantes y una densidad poblacional de 430,99 personas por km².

## Geografía
Yuma se encuentra ubicada en las coordenadas 40°7′28″N 102°43′3″O / 40.12444, -102.71750. Según la Oficina del Censo de los Estados Unidos, Yuma tiene una superficie total de 8.18 km², de la cual 8.08 km² corresponden a tierra firme y (1.24%) 0.1 km² es agua.

## Demografía
Según el censo de 2010, había 3.524 personas residiendo en Yuma. La densidad de población era de 430,99 hab./km². De los 3.524 habitantes, Yuma estaba compuesto por el 81.75% blancos, el 0.26% eran afroamericanos, el 0.48% eran amerindios, el 0.23% eran asiáticos, el 0% eran isleños del Pacífico, el 16.26% eran de otras razas y el 1.02% pertenecían a dos o más razas. Del total de la población el 33.46% eran hispanos o latinos de cualquier raza.